# روما کریک (تگزاس)
روما کریک (به انگلیسی: Roma Creek) یک منطقهٔ مسکونی در ایالات متحده آمریکا است که در شهرستان استار، تگزاس واقع شده‌است. روما کریک ۳۵۰ نفر جمعیت دارد و ۷۶ متر بالاتر از سطح دریا واقع شده‌است.